# Hans Platschek

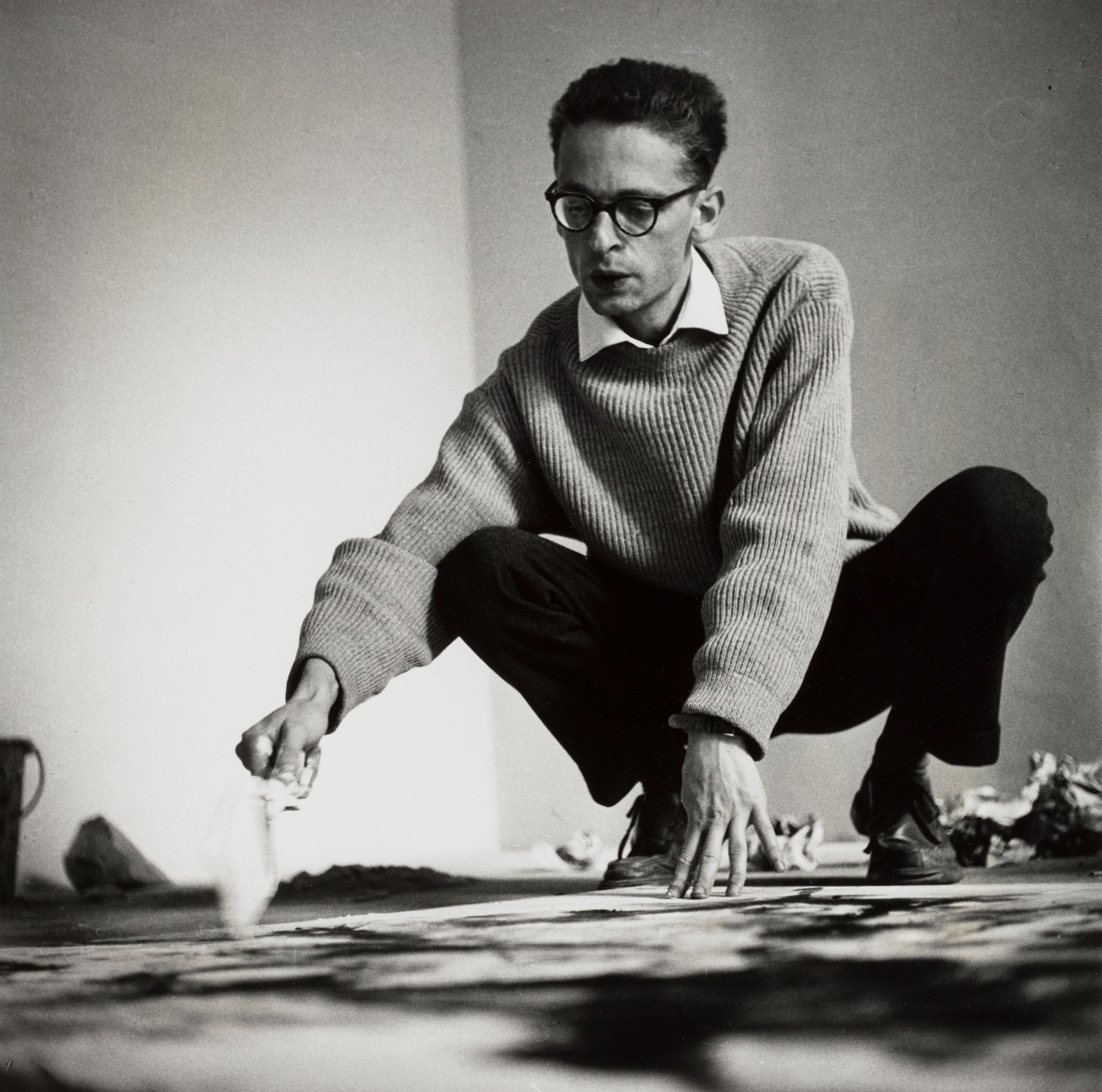
Hans Platschek, 1958 fotografiert von Barbara Niggl Radloff

Hans Platschek (* 12. März 1923 in Berlin; † 9. Februar 2000 in Hamburg) war ein deutscher Maler, Kunstkritiker und Schriftsteller.

## Leben
Hans Platschek war einer von zwei Söhnen des Kleiderfabrikanten Max Platscheck und der Bertha Rothholz. Seine Großeltern, der Statistiker Julius Rothholz und seine Frau Martha, und seine Tante Therese Unger mit Mann und Kind wurden Opfer des Holocaust.
Hans Platschek gelang 1939 mit seiner Familie die Flucht nach Uruguay. Er nahm später ein Studium an der Kunsthochschule von Montevideo auf. Für das Massenblatt La Linea Maginot zeichnete er antifaschistische Karikaturen. 1948 hatte er eine erste Einzelausstellung in Montevideo. Von 1949 bis 1952 war Platschek Mitherausgeber der Kulturzeitschrift Clima und gehörte zu den Gründern eines Instituts für moderne Kunst. Er erhielt die Staatsbürgerschaft des Landes Uruguay.
1953 kehrte er nach Europa zurück mit wechselnden Stationen in München, Rom, London, Tanger, Paris, zuletzt in Hamburg. In Paris lernte Platschek Max Ernst, Raoul Hausmann, Tristan Tzara, Hans Arp und Asger Jorn kennen. Im Jahr 1955 siedelte er nach München über, wo er bis 1962 lebte. In der Münchner Galerie van de Loo hatte er 1957 die erste Einzelausstellung; Zusammenarbeit mit Asger Jorn; im Zusammenhang mit der Situationistischen Internationale und dem Informel. 1958 nahm er an der 29. Biennale von Venedig, 1959 an der documenta II in Kassel teil und erhielt auf der 5. Biennale von São Paulo den Preis Ardea. Von 1959 bis 1961 wirkte er mit Horst Bienek als Herausgeber der Zeitschrift Blätter + Bilder. 1963 wurde er Dozent an der Hochschule für Gestaltung Ulm, an der bedeutende internationale Künstler lehrten und aus der viele der weltweit wichtigsten Gestalter nach dem Zweiten Weltkrieg hervorgingen. Von 1988 bis 1989 war Platschek Ehrengast der Villa Massimo in Rom. 1993 arbeitete er in Montevideo.

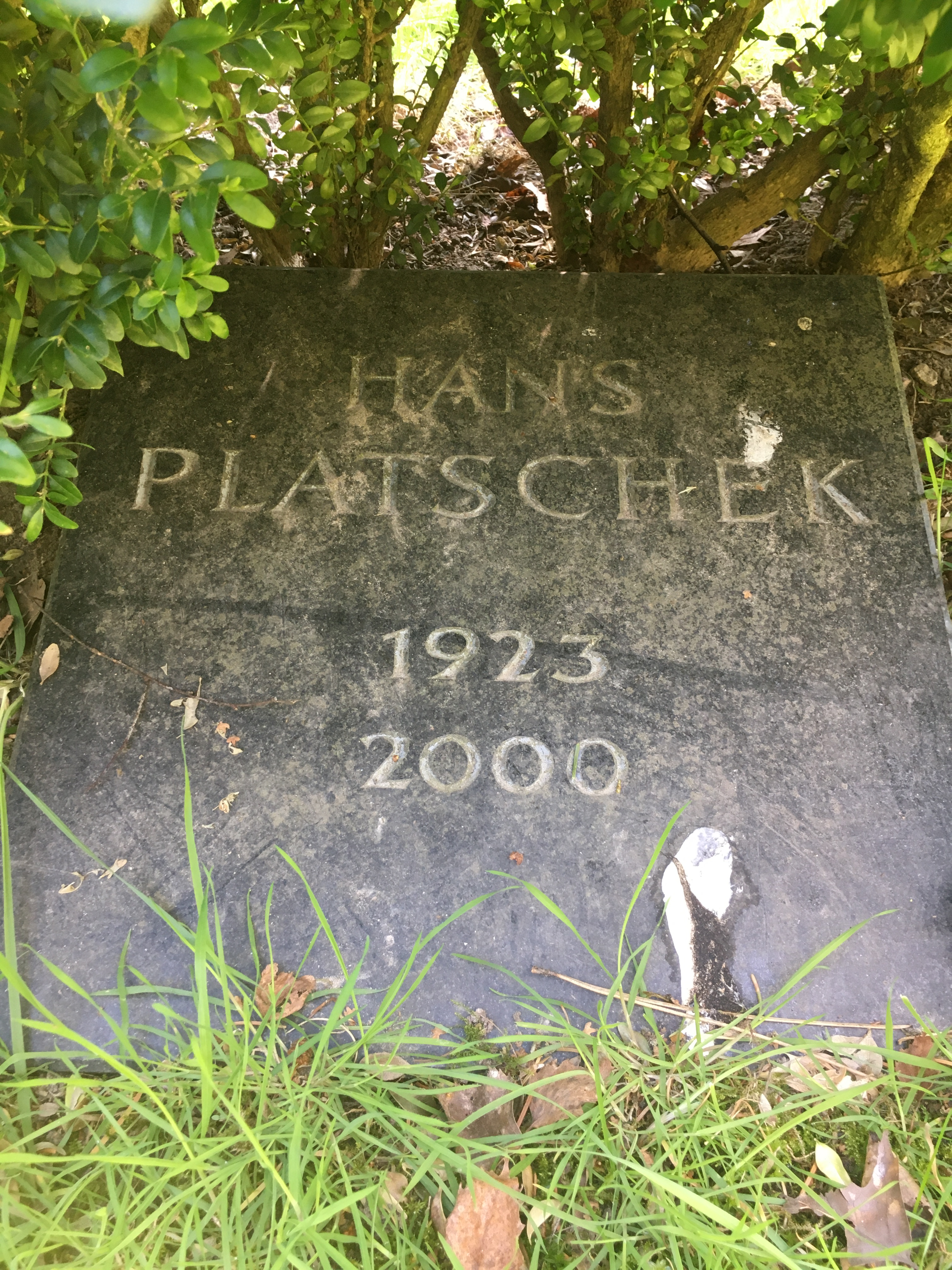
Grabstätte auf dem Friedhof Ohlsdorf

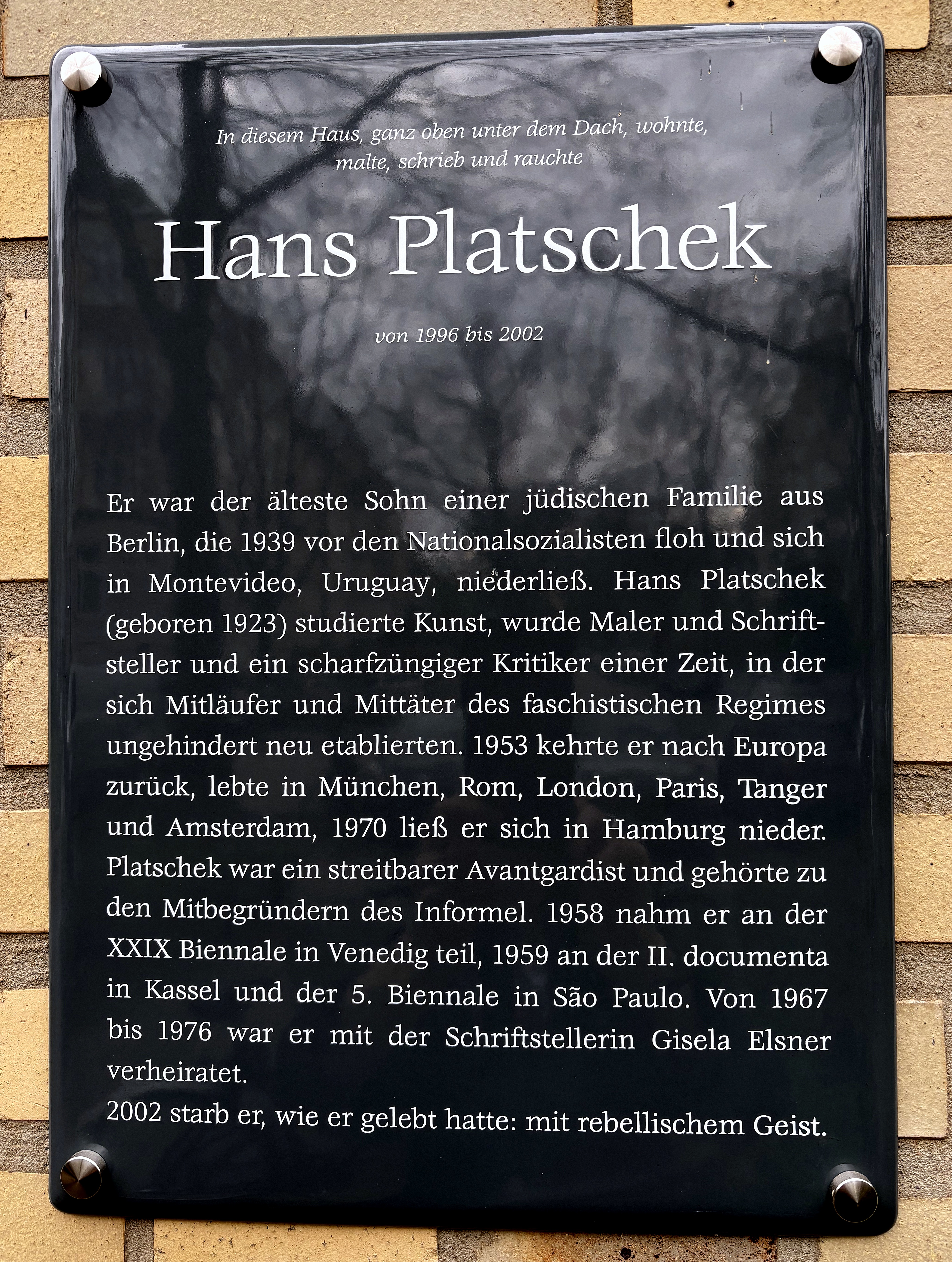
Gedenktafel am Eingang Brahmsallee 17

1997 erhielt Hans Platschek eine Gastprofessur an der Gesamthochschule Kassel (die seit den siebziger Jahren in der Ausbildung der Bereiche Architektur und Kunst mit wegweisend ist). Im selben Jahr fand eine Retrospektive seiner Bilder in der Kunsthalle Emden sowie im Sinclair-Haus in Bad Homburg statt.
Seine Bilder werden in vielen Museen Europas und Lateinamerikas gesammelt und ausgestellt.
Hans Platschek starb in der Nacht vom 8. auf den 9. Februar 2000 in seiner Hamburger Wohnung infolge eines Schwelbrandes, von seiner brennenden Havanna verursacht. Er erhielt seine letzte Ruhestätte auf dem Friedhof Ohlsdorf. Sie liegt im Planquadrat R 11 südöstlich von Kapelle 1.

## Werk
Als Maler des Tachismus bzw. des Informel erfuhr er schon sehr früh Anerkennung. Doch als die abstrakte, automatistische Kunst des Informel sich international durchsetzte, hatte er bereits sein Interesse für eine Neue Figuration angemeldet. Die Pop Art kritisierte er vehement als „Kunst des Konsums“. In den achtziger Jahren wandte er sich unter anderem dem Stillleben zu. Die Schwierigkeit, Platscheks Arbeiten in die vorherrschenden Strömungen der aktuellen Kunst einzuordnen, mag ein Grund dafür gewesen sein, dass er als Maler weniger Anerkennung fand denn als Publizist.
„Denn“, so Lothar Romain in seinem Katalogtext zur Ausstellung Hans Platschek – Bilder, 1949–1988, „die Schärfe seiner Essays hat viele erschreckt, die nur genießen möchten. Der Unmut, weil man aus dem Wohlbefinden gerissen wurde, übertrug sich auf die Bilder. Der Beifall wurde spärlicher.“
Platscheks nur bei oberflächlicher Betrachtung als polemisch erscheinende Aufsätze machten ihn seit den 1960er Jahren über Deutschland hinaus einem kunstinteressierten Publikum bekannt. Seine Texte gelten vielen Kennern auch heute noch als von großer Frische und Klarheit gekennzeichnet. Platschek selbst wollte sich nie als Kunstkritiker bezeichnen lassen und äußerte sich zu seiner Doppelrolle so: „Es besteht nun einmal ein Unterschied darin, ob einer einen Kapitalisten einen Geier nennt oder ob er ihn als Geier malt; die Buchstäblichkeit und die Körperlichkeit der Malerei schieben eine solche Figur aus der politischen Ökonomie ab in die Zoologie.“

## Zitat
„Es ist noch nicht lange her, daß sich in der Kunstwelt die Akzente insofern verschoben haben, als plötzlich die Vermittlung in den Vordergrund rückte und kaum jemand auf die Produktion sah, es sei denn, auch sie gerierte sich als Vermittlung. Erst der Kurator, der Kunsthändler, der Documenta-Rat oder der Vorwortschreiber gab einer Kunst die endgültige Bestallung. Um Mißverständnisse zu vermeiden: man darf den Terminus Vermittlung nicht etwa mit Hegel oder nur mit Schleiermacher in Verbindung bringen, ihn also der Spekulation […] zurechnen. Denn im Kunstbetrieb hat er, handfest, den Sinn, der ihm von seiten der Grundstücksmakler oder der Heiratsbüros verliehen wird. So, als Makler, tritt der Kunstvermittler in Erscheinung, und die zitierten Sätze über den Hosenknopf und über die Kategorisierung der Praxis legen bloß, daß er seiner Rolle kaum gewachsen wäre, käme ihm nicht besagte Kunst zu Hilfe, die ihn, weil sie ihrerseits im Sozialen spekulativ lebt, zum Gärtner macht.“

## Werke
Die wichtigsten Bücher des Publizisten Hans Platschek:
- Neue Figurationen. München 1959.
- Bilder als Fragezeichen. München 1962.
- Engel bringt das Gewünschte. Kunst, Neukunst, Kunstmarktkunst. Stuttgart 1978.
- Porträts mit Rahmen. Picasso, Magritte, Grosz, Klee, Dalí und andere. Frankfurt am Main 1981.
- Über die Dummheit in der Malerei. Frankfurt am Main 1984.
- Von Dada zur Smart Art. Aufsätze zum Kunstgeschehen. Frankfurt am Main 1989.
- Joan Miró. Reinbek bei Hamburg 1993.
- Fetzen. 109 Aufzeichnungen zur Kunst. Regensburg 1993.
- In Lebensgröße: Fragen an elf Maler und ein Essay über Charles Baudelaire. Hamburg 1995.
- Figuren und Figurationen. Über Malerei und mich selbst. Hamburg 1999.
- Die Zeit ist ein gieriger Spieler. Über die Malerei des 20. Jahrhunderts. Hamburg 1999.

### Buchillustrationen
- Hans Magnus Enzensberger: Verteidigung der Wölfe. Mit 16 Montagen im Siebdruck von Hans Platschek. Verlag Faber & Faber.

## Öffentliche Sammlungen
- Neue Nationalgalerie, Berlin
- Kunsthalle Emden
- Städtische Galerie Erlangen, Erlangen
- Karl-Ernst-Osthaus-Museum KEOM, Hagen
- Kunsthalle zu Kiel
- Museum Abteiberg, Mönchengladbach
- Villa Haiss, Museum für Zeitgenössische Kunst, Zell a.H.

## Ausstellungen (Auswahl)

### Einzelausstellungen
- 1955/58: Märkisches Museum (Witten)
- 1961: Niedersächsisches Landesmuseum für Kunst und Kulturgeschichte, Oldenburg
- 1981: Städtische Galerie Kopenhagen (Ausstellungskatalog)
- 1988: Kunsthalle Rostock (Ausstellungskatalog)
- 1988: Kunsthalle zu Kiel
- 1988/89: Museum Folkwang, Essen (Ausstellungskatalog)

### Gruppenausstellungen
- 1959: documenta II, Kassel
- 1958: 29. Biennale von Venedig
- 1975: Graphik des Informel, Kunsthalle Nürnberg

## Auszeichnungen
- 1960: Förderpreis für Bildende Kunst der Landeshauptstadt München
- 1989: Medaille für Kunst und Wissenschaft der Freien und Hansestadt Hamburg

## Hans Platschek Stiftung
Die Hans Platschek Stiftung mit Sitz in Hamburg wurde im Jahr 2005 von dem Testamentsvollstrecker Hans Platscheks, Rechtsanwalt Kurt Groenewold, gegründet. Zweck der Stiftung ist es, nach dem Willen von Hans Platschek, Ausstellungen und wissenschaftliche Arbeiten zu unterstützen, die sich mit seinem Werk auseinandersetzen.
Der Vorsitzende des Vorstands ist Kurt Groenewold.
Vorstandsmitglieder sind Dr. Sebastian Giesen, Geschäftsführer der Hermann Reemtsma Stiftung Hamburg, und, seit 2017, die Direktorin des Kunstvereins in Hamburg, Prof. Bettina Steinbrügge.
Vorstandsmitglieder von 2013 bis 2017 waren die Galeristin Marianne Hollenbach, Stuttgart, und der Kunsthistoriker Dr. Sebastian Giesen.
Von 2006 bis 2012 waren es der Berliner Journalist Manfred Eichel und die Hamburger Galeristin Gabriele von Loeper.
Der schriftliche Nachlass liegt bei der Berlinischen Galerie, der künstlerische Nachlass wird von der Stiftung verwaltet. Im Auftrag des Testamentsvollstreckers hat die Kunsthistorikerin Dr. Silke Reuther im Jahre 2002 ein „Nachlassinventar 1923–2000“ erstellt.
Seit 2008 vergibt die Stiftung jährlich den Hans Platschek Preis für Kunst und Schrift, dotiert mit 5000 Euro.
Die Wahl ist jedes Jahr einem Einzeljuror überlassen. Preisträger waren:
- 2008: F. W. Bernstein (Juror: Manfred Eichel)
- 2009: Friedrich Einhoff (Juror: Werner Hofmann)
- 2010: Monika Grzymala (Juror: Axel Hecht)
- 2011: Werner Büttner (Juror: Harald Falckenberg)
- 2012: Rolf Bier (Juror: Ulrich Krempel)
- 2013: Guillaume Bruère (Juror: Robert Fleck)
- 2014: Sandra Boeschenstein (Jurorin: Ulrike Groos)
- 2015: Rikuo Ueda (Juror: Sebastian Giesen)
- 2016: Justin Almquist (Juror: Matthias Mühling)
- 2017: Jonathan Meese (Juror: Florian Illies)
- 2018: Michael Kunze (Juror: Gregor Jansen)
- 2019: Monica Bonvicini (Jurorin: Bettina Steinbrügge)
- 2020: Helga Schmidhuber (Juror: Alexander Klar)
- 2021: Monika Baer (Jurorin Christina Végh)
- 2022: Osmar Osten (Jurorin Ulrike Lorenz)

Die Preisverleihung findet im Rahmen der Messe art Karlsruhe statt und ist verbunden mit einer Ausstellung der Werke des Preisträgers sowie ausgewählter Werke Hans Platscheks.